# Vestre Merrahøi
De Vestre Merrahøi is een berg behorende bij de gemeenten Lom en Luster in de provincie Oppland in Noorwegen. De berg, gelegen in Nationaal park Jotunheimen, heeft een hoogte van 1699 meter.
De Vestre Merrahøi is onderdeel van het gebergte Jotunheimen.